# Чёрный феминизм
Чёрный фемини́зм (англ. Black feminism), или антирасистский феминизм — часть феминистской теории, которая создавалась англоязычными афроамериканками. Одним из основных приоритетов чёрного феминизма является борьба с расизмом. Чёрный феминизм считает, что опыт чернокожих женщин порождает особое понимание их позиции в отношении сексизма, классизма и расизма. Связь данных форм дискриминации в чёрном феминизме называется тройным угнетением.
Опыт того, чтобы быть чернокожей женщиной, о чём гласит термин «чёрный феминизм», не может быть понят с точки зрения того, чтобы быть чёрной или быть женщиной, но должен быть объяснён через интерсекциональность, термин, введённый учёной-правоведом Кимберли Креншоу в 1989 году. Креншоу утверждала, что каждая из концепций "быть чёрной" и "быть женщиной" — должна рассматриваться независимо друг от друга, понимая, что пересекающиеся идентичности соединяются и усиливают друг друга.
Сторонники чёрного феминизма утверждают, что чёрные женщины позиционируются в структурах власти принципиально иначе, чем белые женщины. В последние годы чёрного феминизма родилось понятие «белый феминизм», используемое для критики феминисток, которые не признают проблемы интерсекциональности.

## История

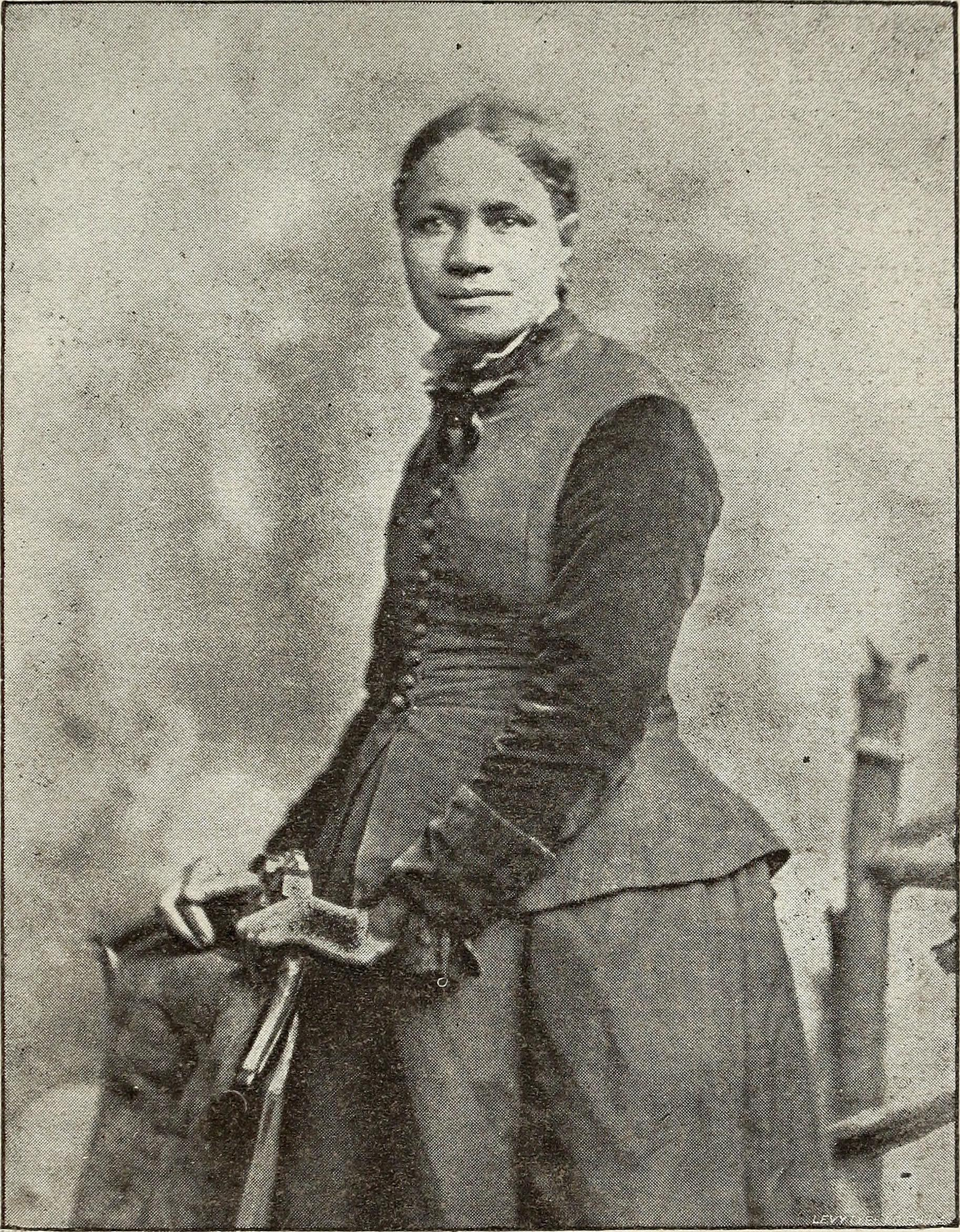
Фрэнсис Харпер

Чёрный феминизм сосуществует со времён рабства в США вместе с обычным феминизмом. В США освободительное движение женщин началось после основания движения за гражданские права и движения за освобождение чернокожих. В 1920-е годы после рабства чернокожие интеллектуалки привели в действие принципы, которые станут основой для чёрного феминизма[стиль]. Активистки, такие как Фрэнсис Харпер, предложили «некоторые из наиболее важных вопросов расы, пола и работы реконструкции в девятнадцатом веке», что было очень смелым поступком для темнокожей женщины того времени.

## Основные идеи
По мнению чёрных феминисток, белых волнуют только проблемы сексизма, и они равнодушны к расизму и к разногласиям между разными слоями и классами населения. Тогда как сторонницы черного феминизма борются за свободу и независимость чернокожих женщин, считая, что получив её, общество избавится от таких проблем, как расизм, сексизм и классовое неравенство.
Отмечалось, что чернокожие женщины чувствуют себя более угнетёнными в положении в обществе, в своих правах и свободах, по сравнению с белыми женщинами.

## Чёрная феминистская политика идентичности
Чёрная феминистская политика идентичности заключается в осознании и понимании собственной идентичности, опираясь как на личный опыт, так и на опыт предшественников в истории, что помогает создать сообщество единомышленников, нацеленное на изменения в политических структурах общества. Это также может быть определено как отказ от репрессивных мер, принятых против своей группы, особенно с точки зрения политической несправедливости.
Ещё одна проблема политики идентичности — конфликт групповых образований и безопасных пространств для чернокожих женщин. В 1970-е годы рост грамотности среди чернокожих женщин способствовал развитию письменности и стипендии в качестве выхода для феминистского дискурса, где они могли услышать свой голос. В результате темнокожие женщины искали утешения в безопасных местах, что давало им свободу обсуждать проблемы угнетения.
Поскольку понятие дальтонизма выступало за десегрегацию в учреждениях, чернокожие женщины сталкивались с новыми проблемами политики идентичности и искали новое безопасное пространство для выражения своей озабоченности. Это было встречено с большим количеством разногласий, поскольку люди рассматривали эти черные женские группы в качестве исключительных и сепаратистских. Доминирующие группы, особенно вовлеченные в политическую сферу, сочли эти безопасные пространства угрожающими, потому что они были вне поля зрения общественности и, следовательно, не могли регулироваться высшими и более влиятельными политическими группами.
Несмотря на рост феминистского дискурса о политике чёрной идентичности, некоторые мужчины не согласны с движением политики чёрной идентичности. Некоторые темнокожие романисты, такие как Кваме Энтони Аппиа, поддерживают идею дальтонизма и отвергают политику идентичности в качестве надлежащего средства достижения социальной справедливости. По его мнению, политика идентичности является исключительным средством, внедренным в чёрную культуру и историю, как хип-хоп и джаз, которые ограничивают понимание посторонних и доступ к ним. Тем не менее, экономист и писатель Джеффри Такер считает, что политика идентичности служит основой, где дальтонизм может, наконец, быть достигнут в долгосрочной перспективе, если он будет реализован и понят в обществе.

## Сторонники

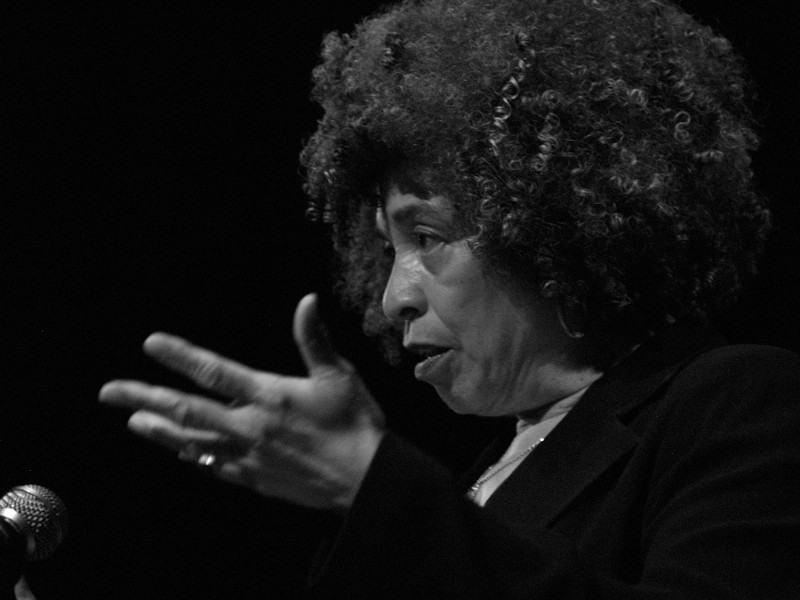
Анжела Дэвис произносит речь, март 2006

Предшественницами современных феминисток антирасистского движения были участники аболиционистского движения. Одними из главных представителей являются Соджорнер Трут (американская аболиционистка и феминистка, рождённая в рабстве. Известна своей речью «Разве я не женщина?»), Гарриет Табмен (американская аболиционистка, героиня негритянского народа, борец против рабства в США). Многие из представителей получили общенациональную известность благодаря своей борьбе, публикациям, выступлениям (они были среди первых женщин-ораторов в США).
Со временем идеи расовой справедливости, выдвинутые в середине XIX века, были развиты участницами антирасистских движений (Гарлемского возрождения, движения за гражданские права 1960—1970-х годов и др.) и негритянских женских организаций (National Council of Negro Women, National Black Feminist Organization, the Third World Women’s Alliance и др.), в чьих текстах, манифестах и выступлениях начала звучать антиимпериалистическая риторика. Чёрные феминистки-социалистки, такие как Анджела Дэвис и белл хукс, заговорили об интерсекциональности, подчёркивая политэкономические основы расизма и сексизма как составляющих воспроизведения патриархальной и классовой иерархии.